# Funaná

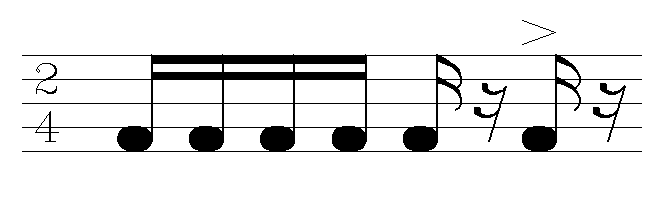
Model rytmiczny – kaminhu di ferru, ± 150 uderzeń na minutę

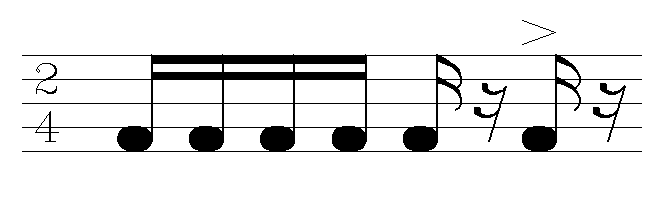
Model rytmiczny – maxixi, ± 120 uderzeń na minutę

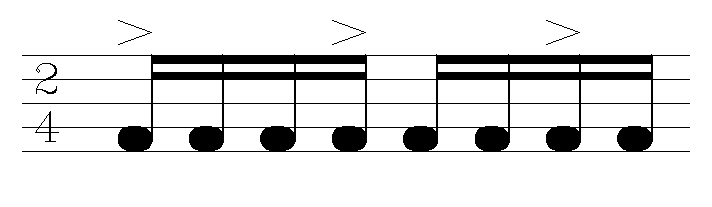
Model rytmiczny – samba, ± 92 uderzeń na minutę

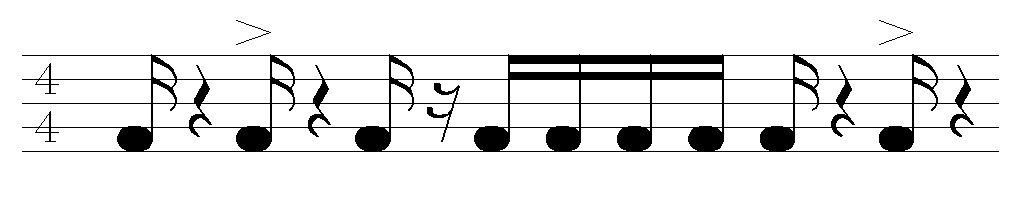
Model rytmiczny lento (powolny) ± 96 uderzeń na minutę

Funaná – gatunek muzyki oraz styl tańca wywodzący się z Wysp Zielonego Przylądka, popularny także w Portugalii i we Francji. Charakteryzuje się silnym, zmiennym rytmem. Dominującym instrumentem jest wprowadzony na początku XX w. przez Portugalczyków akordeon, a dokładniej akordeon diatoniczny, nazywany lokalnie gaita. Rytm nadaje ferrinho. Teksty tworzone są w miejscowym językiem kreolskim. Istnieje kilka podstawowych odmian, różniących się wzorcem rytmicznym. Najbardziej popularna jest żywa kaminhu di férru, wykorzystywana jako podkład do tańca.